# Château de Ménival
Le château de Ménival est situé dans le quartier de Ménival, dans le 5e arrondissement de la ville de Lyon, dans le département français du Rhône.

## Architecture
Cette demeure de forme rectangulaire et d'inspiration Renaissance date de la fin du XIXe siècle. Elle comporte en façade un rez-de-chaussée et deux étages, et un troisième étage en retrait.
La façade méridionale, dissymétrique, est flanquée d'une tour octogonale, à l'ouest et d'une tour ronde à l'est. La partie principale se compose, côté ouest, et sur deux étages, de trois travées de galeries ornées de colonnes et côté est d'une travée percée de triples fenêtres à meneaux. Les deux tours sont également percées de fenêtres à meneaux. Une troisième tour occupe l'angle nord est de la construction.
Le château est une propriété privée et ne se visite pas.

## Histoire
Une construction existe dès le XVIIe siècle et le domaine porte alors de nom de Massut. Au début du XVIIIe siècle le propriétaire des lieux est Laurent Pons, tailleur à Lyon. En 1740 Jean Pons, son frère, tailleur à Paris, en hérite.
C'est en 1896 que Jules Durand, propriétaire, remplace l'ancienne demeure par le château actuel. Auguste Teste, qui dirige l'entreprise Aiguillerie, Tréfilerie, Câblerie de Vaise et qui est aussi vice-président de la Chambre de commerce, y réside durant la première moitié du XXe siècle. En 1956 il le vend à la Société Immobilière Coopérative du domaine de Ménival qui construit un grand ensemble de HLM à l'emplacement du parc de six hectares et un centre social est installé dans le château qui menace ruine. En 1971 les étages sont vendus comme appartements à des particuliers, le centre social ne conservant que le premier étage, avant d'être vendu à son tour. La tour ouest a été aménagée en triplex.